# برانتش (ميزوري)
برانتش (بالإنجليزية: Branch)‏ هي إحدى المجتمعات الفردية (غير مصنفة) في ولاية ميزوري في الولايات المتحدة الأمريكية.